# سر كيلز
سر كيلز هو فيلم فرنسي بلجيكي-إيرلندي صدر عام 2009  وهو فيلم فنتازيا ورسوم متحركة تم إنتاجه من قبل كارتون صالون الذي عرض لأول مرة في 8 فبراير 2009 في مهرجان برلين السينمائي الدولي ال 59. وقد تم إطلاقه في بلجيكا وفرنسا في 11 شباط/فبراير، وفي أيرلندا في 3 آذار/مارس.

## روابط خارجية
- سر كيلز على موقع IMDb (الإنجليزية)
- سر كيلز على موقع ميتاكريتيك (الإنجليزية)
- سر كيلز على موقع روتن توميتوز (الإنجليزية)
- سر كيلز على موقع نتفليكس (الإنجليزية)
- سر كيلز على موقع ألو سيني (الفرنسية)
- سر كيلز على موقع أول موفي (الإنجليزية)
- سر كيلز على موقع بوكس أوفيس موجو (الإنجليزية)
- سر كيلز على موقع فيلمافينيتي (الإسبانية)
- سر كيلز على موقع قاعدة بيانات الفيلم (الإنجليزية)
- سر كيلز على موقع ليتربوكسد (الإنجليزية)